# Hilara kyushuensis
Hilara kyushuensis är en tvåvingeart som beskrevs av Frey 1955. Hilara kyushuensis ingår i släktet Hilara och familjen dansflugor. Inga underarter finns listade i Catalogue of Life.